# Svartisen
Svartisen je souhrnný termín pro dva ledovce nacházející se v kraji Nordland v severním Norsku. Je součástí národního parku Saltfjellet-Svartisen, který se nachází v pohoří Saltfjell. Ledovce se nacházejí na území obcí Beiarn, Meløy, Rana a Rødøy. Svartisen se skládá ze dvou samostatných ledovců, které jsou od sebe vzdáleny 1 km dlouhým údolím Vesterdalen. Oba ledovce jsou: 
- Vestisen nebo Vestre Svartisen („západní Svartisen“) má rozlohu 221 km2, což z něj činí druhý největší ledovec na norské pevnině po ledovci Jostedalsbreen (na Špicberkách jsou větší ledovce).
- Østisen nebo Østre Svartisen („východní Svartisen“) má rozlohu 148 km2, což z něj činí čtvrtý největší ledovec v zemi.

V okolí Svartisenu je také řada menších ledovců, například Glombreen v severní části Meløy a Simlebreen v Beiarn. Jeden z výstupních ledovců Svartisen, Engabreen končí v nejnižším bodě ze všech ledovců na evropské pevnině, ve 110 metrech nad hladinou moře (v roce 2020). Norské ředitelství pro vodní zdroje a energii monitoruje hmotnostní bilanci ledovce od roku 1970 a provozuje v ledu umístěnou laboratoř pod Engabreenem. 
Voda z ledovce je shromažďována a využívána k výrobě vodní energie odtokem do potoků a jezer a přívody vyvrtanými pod Engabreenem.

## Název
První částí názvu je svart, což znamená „snědý“ nebo „černý“ a druhá část, jejíž konečná forma is, znamená „led“ nebo „ledovec “. Starý ledovec je podstatně tmavší než čerstvý led a nově napadaný sníh.

## Západní Svartisen
Západní ledová čepice Svartisen je ledovec, který zaujímá 201 km2 pobřežní oblasti středního Norska, těsně nad polárním kruhem. Většina ledovce je asi 1000 metrů nad mořem na vysoké náhorní plošině. Ledová čepice vděčí za svou existenci spíše vysokému sněžení v regionu, než nízkým teplotám, podobně jako je to u dalších ledovců poblíž, např. ledovce Jostedalsbreen. Povrch na vrcholu náhorní plošiny napájí mnoho výstupních ledovců, včetně ledovce Engabreen. Stav ledovce není znám, ačkoli některé z výstupních ledovců postupují a získávají ledovou hmotu. 

## Galerie

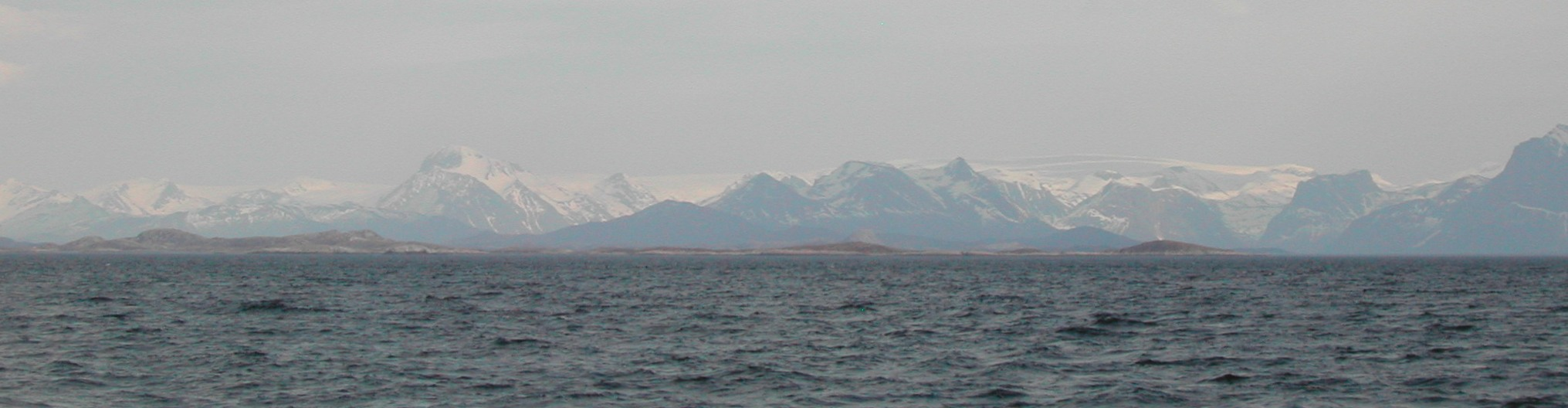
Svartisen z moře
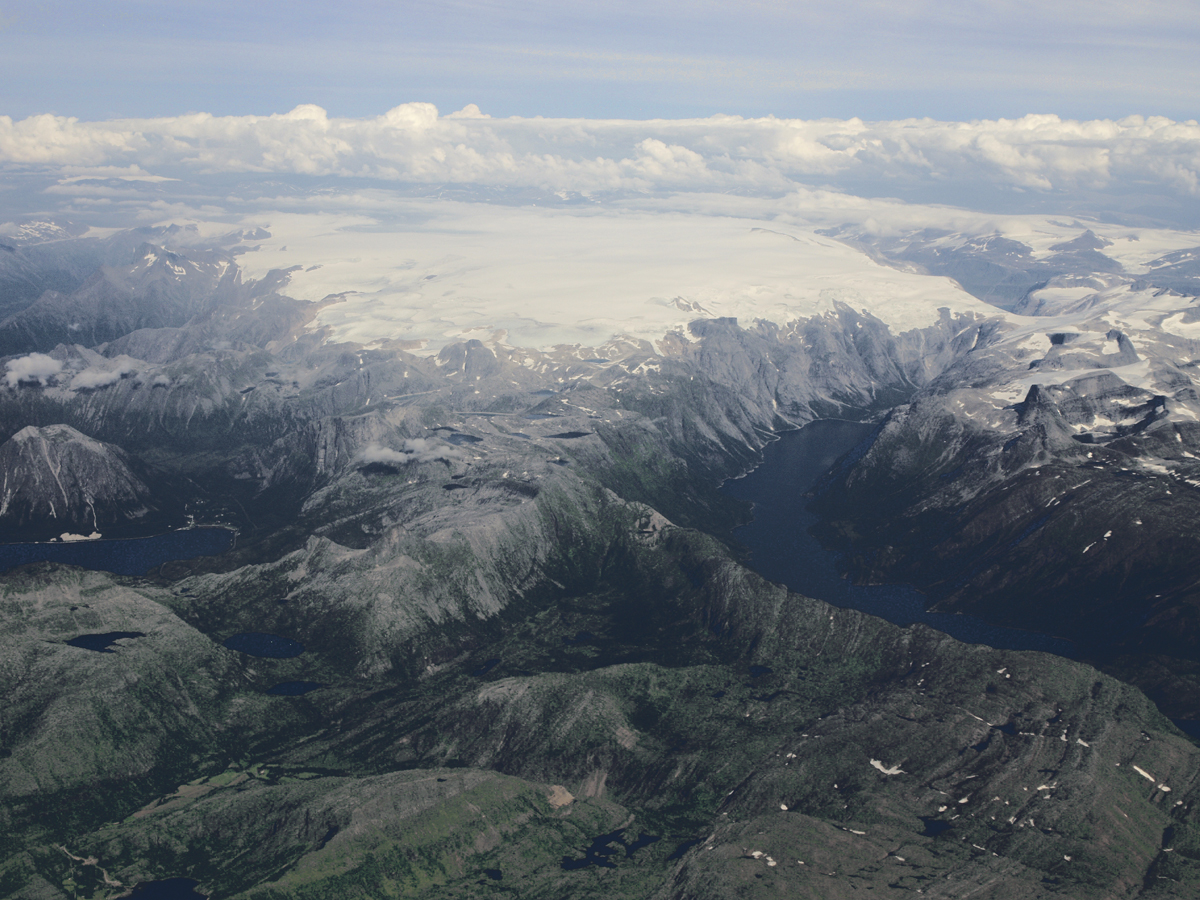
Letecký pohled
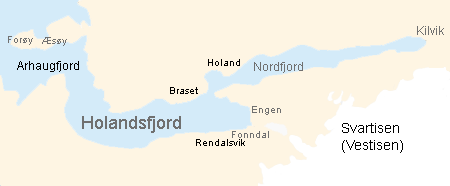
Holandsfjord, kde se ledovec blíží k moři než jakýkoli jiný ledovec v Evropě (kromě Špicberk).
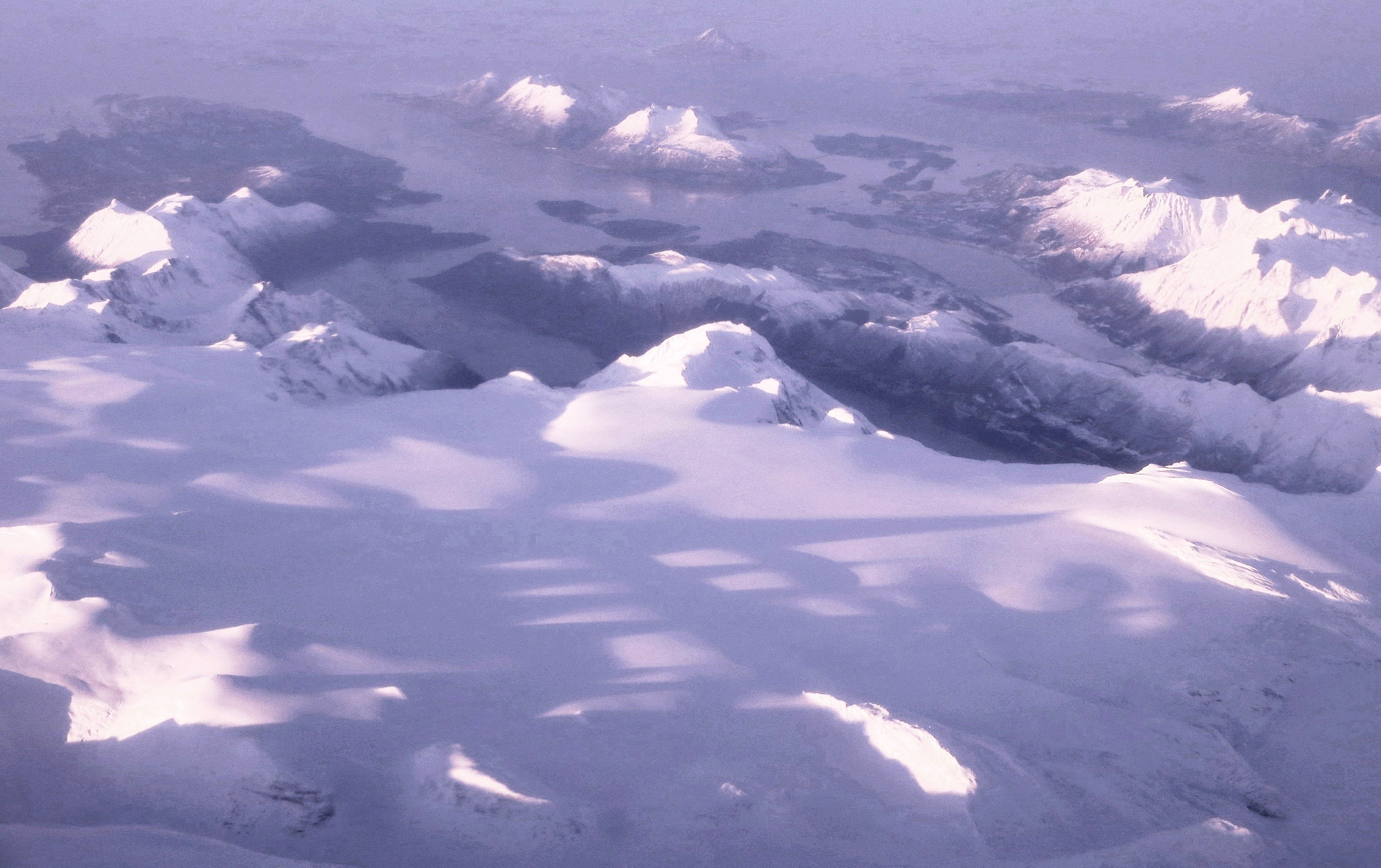
Letecký pohled
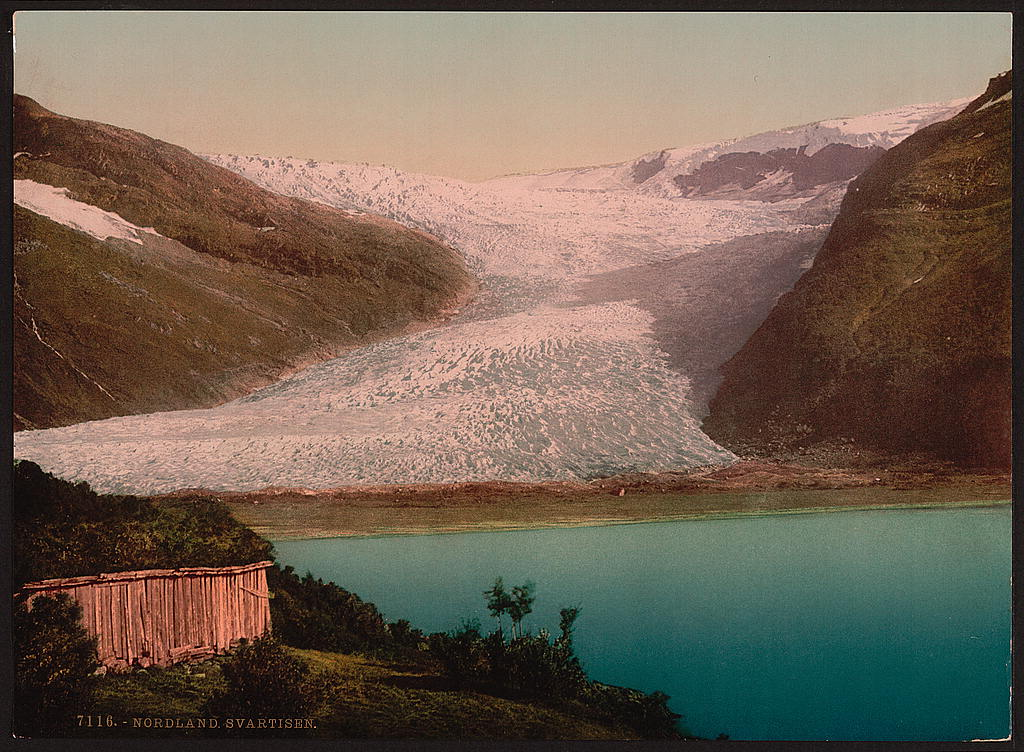
Ledovec mířící k vodě
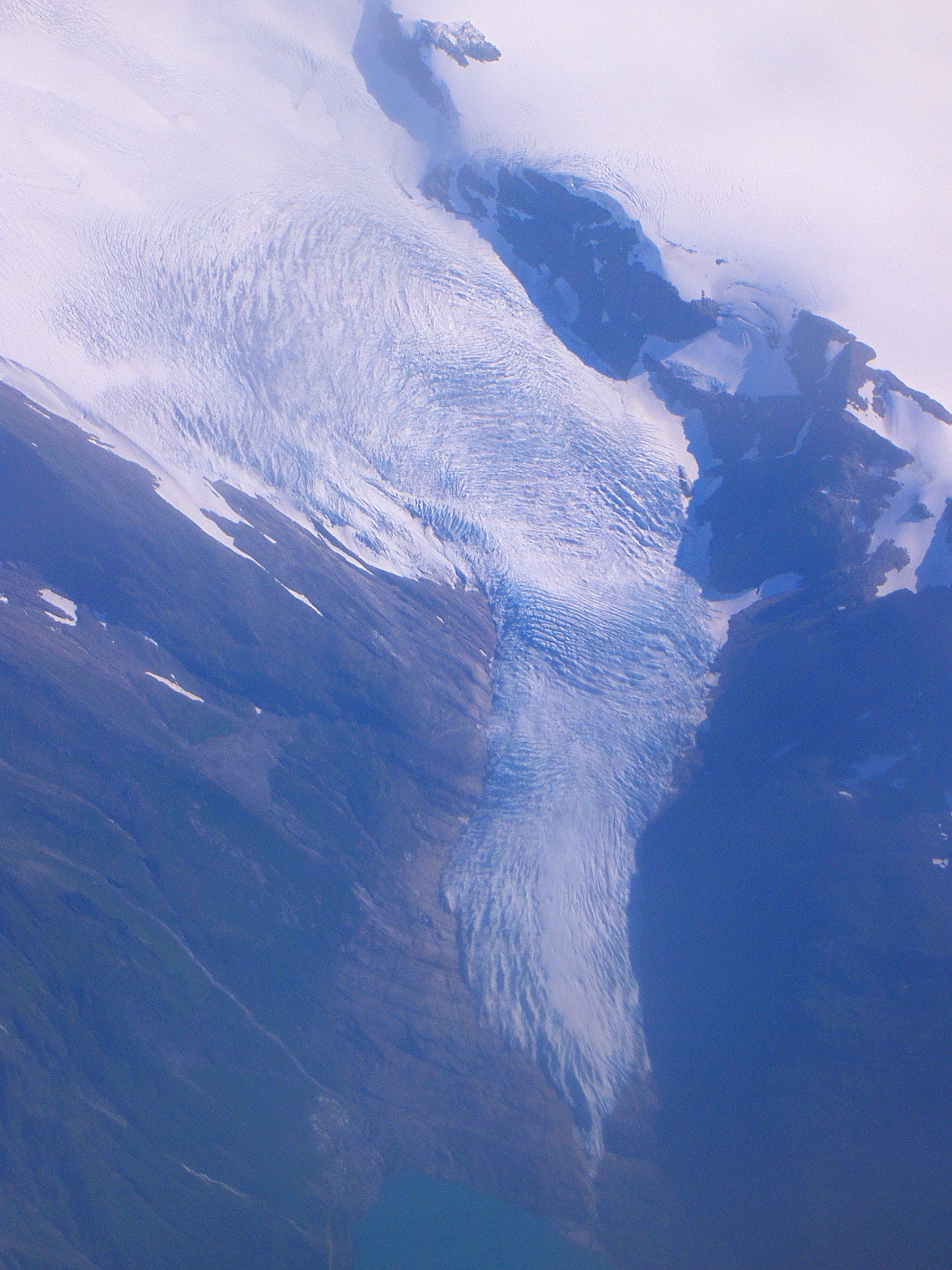
Engabreen při pohledu ze vzduchu
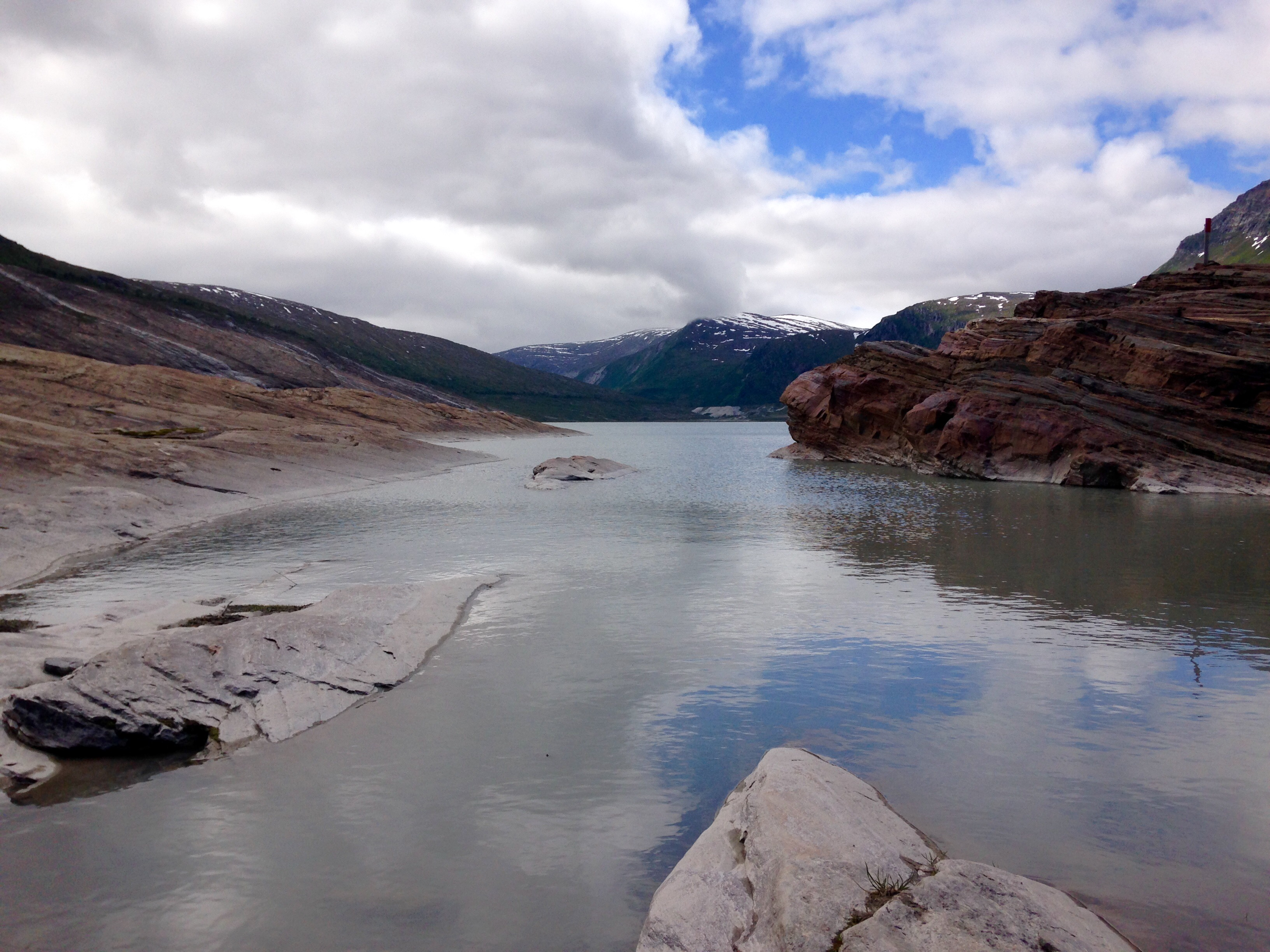
vodní útvar vedle ledovce